# Olivier Le Clainche
Olivier Le Clainche, né en 1977 à Malestroit dans le département français du Morbihan et mort tué à Afrine en Syrie à l'âge de 40 ans le 10 février 2018, était un militant libertaire et indépendantiste breton de tendance internationaliste. Il était communément connu sous le nom de guerre de « Kendal Breizh »,.
Olivier Le Clainche avait également été à l’origine d’une Coordination pour une Bretagne indépendante et libertaire.

## Biographie

### Langues
N'étant pas issu d'une famille bretonnante, Olivier avait appris la langue bretonne, langue qu'il utilisera comme animateur derrière le micro de Radio Bro Gwened, une station de radio en langue bretonne installée à Pontivy. 
Il s'est aussi formé dans d'autres langues : le gallo et le basque, par des stages.

### Vie professionnelle
Olivier Le Clainche avait deux brevets de technicien supérieur :  un BTS en informatique et un autre BTS en comptabilité. Il a également exercé une multitude de métiers : technicien informatique, surveillant d’internat, ouvrier dans le secteur automobile. En 2010, il officie en tant que stagiaire en langue gallèse à la radio Plumfm où il découvre l'univers de la radio. Puis il exerce, comme journaliste stagiaire à Radio bro Gwened, le 17 janvier 2011. 
En 2014, il devient journaliste pigiste à France bleu Breizh Izel,.

### Combat avec les YPG
Étant très ouvert sur le monde et curieux des cultures, Olivier Le Clainche s’était intéressé à la cause des Kurdes, à la fois engagés contre Daech et subissant les attaques de la Turquie. 
En juillet 2017, Kendal Breizh est parti combattre auprès des Unités de protection du peuple (YPG), une milice kurde considérée comme « terroriste » par Ankara, mais alliée des États-Unis dans la lutte contre le groupe État islamique.
Selon Ronan, l’un des responsables de l’association des Amitiés kurdes de Bretagne, Olivier était intéressé par le projet des Kurdes de fonder une société politique de démocratie directe, libertaire, pour les droits sociaux et respectant parfaitement l’égalité entre les hommes et les femmes.  
Après une formation militaire sur place, Olivier Le Clainche avait entamé une deuxième période de six mois avec les Unités de protection du peuple kurde.
Le YPG précise, dans sa nécrologie, que le breton quadragénaire a participé aux combats ayant contribué à libérer les villes syriennes de Raqqa et Deir-Ez-Zor des mains du groupe État islamique, avant de se rendre dans la région d'Afrin.